# Akimbo
Akimbo was een Amerikaanse hardcore band uit Seattle, Washington.

## Bezetting
Laatste bezetting
- Jon Weisnewski (basgitaar, zang)
- Nat Damm (drums)
- Aaron Walters (gitaar)

Voormalige bezetting
- Kyle Iman (gitaar)
- Jared Burke Eglington (gitaar)
- Chuck Rowell (gitaar)
- Dustin Brown (gitaar)
- Demian Johnston (gitaar)
- Patrick Cunningham (gitaar)
- Stacy Schrag (gitaar)

## Geschiedenis
De band is opgericht door de twee oorspronkelijke leden Jon Weisnewski (bas, zang) en Nat Damm (drums). De twee ontmoetten elkaar in 1995 tijdens een gymles op de middelbare school nadat ze elkaars zelfgemaakte punk-T-shirts hadden opgemerkt. Ze werden al snel vrienden en deelden hun liefde voor DC-hardcore en punkrock. Akimbo speelde zijn eerste show op Halloween in 1998. Akimbo heeft in de loop van zijn bestaan elf gitaristen gehad. De eerste, Kyle Iman, stond op twee albums: een split 10-inch met Teen Cthulhu uit Seattle en de 7-inch An Army of Evil Robots Programmed for Human Destruction (Rock and Rolleplay-records) uit 1999. Iman werd in 2000 vervangen door fulltime gitarist Jared Burke Eglington. Burke, zoals hij bekend is bij vrienden, heeft de band van 2000 tot 2006 gediend en staat op verschillende platen. Met hem ontwikkelde Akimbo wat bekend zou worden als hun kenmerkende geluid.
De beperkingen van Eglingtons carrière als financieel analist zorgden ervoor dat de band de hulp van verschillende parttime gitaristen inschakelde om hun bezetting in te vullen voor hun rigoureuze tourneeschema. Onder deze gitaristen bevinden zich Chuck Rowell, Dustin Brown (te horen op City of the Stars), Demian Johnston (van Playing Enemy), Patrick Cunningham (te horen op Forging Steel and Laying Stone) en Stacy Schrag (een opvallende verschijning in het hardcore-circuit van Southern Oregon). In 2006 werd Aaron Walters aangeworven om met Akimbo mee te gaan op een tiendaagse West Coast-tournee. Kort daarna vergezelde hij de band op een tournee van een maand door de Verenigde Staten. Zijn samenwerking met de band leidde uiteindelijk tot zijn vervanging van Eglington als enige gitarist van Akimbo.
In 2005 werd Akimbo benaderd door punkartiest Jello Biafra na opening voor hem en Melvins. Het jaar daarop brachten ze Forging Steel and Laying Stone uit op Biafra's Alternative Tentacles-label. In 2007 bracht hetzelfde label Navigating the Bronze uit, de eerste opname van de band met Aaron Walters op gitaar. Na een show met Converge en Neurosis, werd Akimbo door leden van Neurosis gevraagd om deel te nemen aan het rooster van Neurot Recordings. Neurot, eigendom van Neurosis gitarist-zanger Steve Von Till, bracht in oktober 2008 Akimbo's meest veelgeprezen album Jersey Shores uit. Jersey Shores is een conceptalbum dat is geïnspireerd op een reeks mysterieuze aanvallen van haaien die plaatsvonden op de stranden van New Jersey in 1916. Het vertoonde een aanzienlijke stijlafwijking ten opzichte van eerdere opnamen, die gedeeltelijk te danken zijn aan de bijdragen van Aaron Walters als gitarist-schrijver. De band ging in 2012 uit elkaar na het vertrek van gitarist Aaron Walters, waarbij de overige leden besloten niet verder te gaan. Jon en Nat spelen nu in Sandrider. Burke speelt in X Suns.

## Discografie
- 1999: An Army of Evil Robots Programmed for Human Destruction (Rock and Roleplay records)
- 2001: Harshing Your Mellow (cd - Dopamine records/Vinyl - Seventh Rule Recordings)
- 2003: Elephantine (cd - Dopamine records/Vinyl - Seventh Rule Recordings)
- 2004: City of the Stars (Seventh Rule Recordings)
- 2006: Forging Steel and Laying Stone (Alternative Tentacles)
- 2007: Navigating the Bronze (Alternative Tentacles)
- 2008: Jersey Shores (Neurot Recordings)
- 2013: Live to Crush (Alternative Tentacles)